# Polytechnisches Institut Lissabon

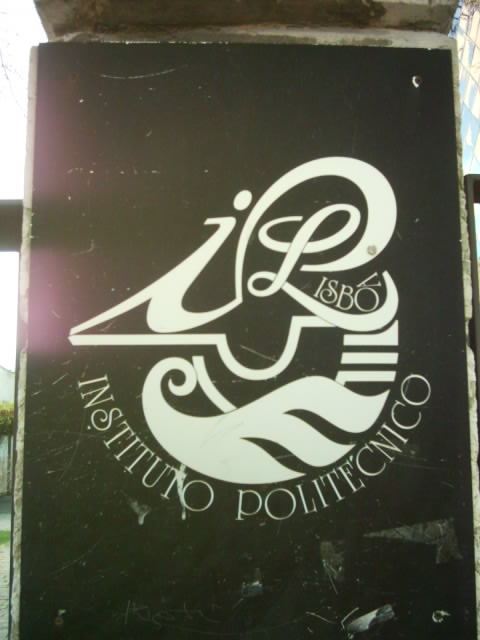
Das Logo des IPL am Eingang seines Hauptsitzes in Benfica (Lissabon).

 Sie hat ihren Sitz im Stadtbezirk Benefica. Es wurde auf der Basis des Gesetzes 513-T/79 vom 26. Dezember 1979 geschaffen.
Das Polytechnische Institut Lissabon (portugiesisch: Instituto Politécnico de Lisboa, kurz IPL) ist eine technische Hochschule in der portugiesischen Hauptstadt Lissabon.
Das IPL gehört zu einer Reihe technischer Hochschulen in Portugal, die alle staatlich geführt werden. Die Hochschule wurde 1986 gegründet, durch die Zusammenführung von mehreren Fachschulen bzw. Fachhochschuleinrichtungen. Lediglich die Kommunikationswissenschaftliche Fakultät wurde nach der Zusammenführung 1987 eingerichtet und verfügt daher über einen Neubau. Sie zählt an ihren sechs Schulen und zwei Instituten 14.540 Studenten und 1335 Professoren (Stand 1. Semester 2012). Das IPL bietet ca. 35 Bachelorstudiengänge, ca. 30 Masterstudien und ca. 30 Aufbaustudiengänge an.

## Schulen
Das Polytechnische Institut Lissabon besteht aus sechs sogenannten Schulen (escolas):
- die Tanzhochschule Escola Superior de Dança (ESD), als Instituido por proposta de Almeida Garrett seit 1930 existent
- die Erziehungswissenschaftliche Schule Escola Superior de Educação de Lisboa (ESELx), ursprünglich 1862 eingerichtet
- die Kommunikationswissenschaftliche Hochschule Escola  Superior de Comunicação Social (ESCS)
- die Musikhochschule Escola Superior de Música de Lisboa (ESML), 1835 als Conservatorio de Musica gegründet und 1836 überführt in das Conservatorio Geral de Arte Dramatica und später in das Conservatorio Nacional überführt
- die Theater- und Filmhochschule Escola Superior de Teatro e Cinema (ESTC), 1972 innerhalb des Conservatorio Nacional errichtet
- die Gesundheitswissenschaftliche Schule Escola Superior de Tecnologia da Saúde de Lisboa (ESTeSL), 1961 begründet

Dazu kommen zwei weitere Einrichtungen:
- das Finanzwissenschaftliche Institut Instituto Superior de Contabilidade e Administração de Lisboa (ISCAL), ursprünglich 1759 als Auloa do Comercio eingerichtet
- das Ingenieurwissenschaftliche Institut Instituto Superior de Engenharia de Lisboa (ISEL), 1852 als Instituto Industrial etabliert

### ERASMUS-Netzwerk
Das IPL pflegt ein breit angelegtes Netzwerk innerhalb und außerhalb Europas. Zu den Partnerhochschulen zählen u. a. die Technische Hochschule Würzburg-Schweinfurt.